# Kongruenca
Za kongruenco v geometriji glej: Skladnost
Kongruénca oziroma kongruénčna relácija je ekvivalenčna relacija.
Celi števili {\displaystyle a} in {\displaystyle b} sta kongruentni po modulu {\displaystyle m} ({\displaystyle m} je naravno število), če in samo če {\displaystyle m} deli razliko števil {\displaystyle a} in {\displaystyle b}. 

## Definicija
Naj bo {\displaystyle m\in \mathbb {N} } in {\displaystyle a,b\in \mathbb {Z} }. Pravimo, da je {\displaystyle a} kongruenten {\displaystyle b} po modulu {\displaystyle m} ter to zapišemo kot: 
{\displaystyle a\equiv b\mod (m)}.
Velja {\displaystyle a\equiv b\mod (m)} natanko tedaj, ko velja {\displaystyle m|(a-b)}.
Na primer {\displaystyle 55\equiv 61\mod (3)}, saj velja {\displaystyle 3|55-61}.

## Lastnosti kongruenc
Kongruenca je ekvivalenčna relacija, velja namreč:
{\displaystyle a\equiv a\mod (m)} – refleksivnost
{\displaystyle a\equiv b\mod (m)\Longrightarrow b\equiv a\mod (m)} – simetričnost
{\displaystyle (a\equiv b\mod (m))\land (b\equiv c\mod (m))\Longrightarrow (a\equiv c\mod (m))} – tranzitivnost

## Pravila pri računanju s kongruencami
Iz definicije sledi da lahko kongruentna števila ali člene vedno zamenjujemo med seboj.
Naj za vse primere velja:
{\displaystyle a\equiv b\mod (m)\land c\equiv d\mod (m)}

### Seštevanje kongruenc
{\displaystyle a+c\equiv b+d\mod (m)}
{\displaystyle a\equiv b\mod (m)\land c\equiv d\mod (m)\Longrightarrow a-b=km,c-d=lm}
Zgoraj pridobljeni enačbi seštejemo:
{\displaystyle a-b+c-d=km+lm=m(l+k)\Longrightarrow a-b+c-d\equiv 0\mod (m)\Longrightarrow a+c\equiv b+d\mod (m)}

### Množenje kongruenc
{\displaystyle a\cdot c\equiv b\cdot d\mod (m)}
{\displaystyle ac-bd=ac-ad+ad-bd=a(c-d)+d(a-b)=alm+dkm=m(al+dk)\Longrightarrow }
{\displaystyle ac-bd\equiv 0\mod (m)\Longrightarrow ac\equiv bd\mod (m)}

### Množenje kongruenc s celim številom
{\displaystyle az\equiv bz\mod (m),z\in \mathbb {Z} }
{\displaystyle a-b=km|\cdot z}
{\displaystyle az-bz=kmz\Longrightarrow az-bz\equiv 0\mod (m)\Longrightarrow az\equiv bz\mod (m)}

### Potenciranje kongruenc
{\displaystyle a\equiv b\mod (m)\Longrightarrow a^{n}\equiv b^{n}\mod (m),n\in \mathbb {N} _{0}}
Ta izrek je le posebni primer izreka o množenju kongruenc. Torej n-krat pomnožimo kongruenco samo s sabo in izrek je dokazan. Je pa ta izrek kot boste videli v nadaljevanju zelo pomemben.

## Uporaba kongruenc
Kongruence so uporabne predvsem v nalogah, kjer nastopajo števila prevelika za računanje z njimi brez računalnika. Tipične naloge, ki se jih navadno lotimo s kongruencami so:
- dokazovanje ali spodbijanje deljivosti
- ugotavljanje zadnje števke
- ugotavljenje ostanka pri deljenju z nekim številom
- uporaba v diofantskih enačbah

### Primer naloge
- S katero števko se konča {\displaystyle 3^{2005}}?

Ker iščemo zadnjo števko, gledamo število po modulu m=10. Velja seveda:
{\displaystyle 3\equiv 3\mod (m)}
ali
{\displaystyle 3^{1}\equiv 3\mod (m)}
in
{\displaystyle 3^{2}\equiv 9\mod (m)}
{\displaystyle 3^{3}\equiv 7\mod (m)}
{\displaystyle 3^{4}\equiv 1\mod (m)}
Ker je 2005 = 4 * 501 + 1, velja 
{\displaystyle 3^{4\cdot 501}\equiv 1\mod (m)}
ali
{\displaystyle 3^{2004}\equiv 1\mod (m)}
pomnožimo obe strani s tri in to je rezultat
{\displaystyle 3^{2005}\equiv 3\mod (m)}.